# Mesoleptus genuinus
Mesoleptus genuinus là một loài tò vò trong họ Ichneumonidae.